# Đại hỏa hoạn Thành phố New York 1845
Đại hỏa họa năm 1845 ở Thành phố New York bùng phát vào ngày 19 tháng 7 năm 1845. Lửa bắt đầu trong cơ sở sản xuất dầu cá và nến và nhanh chóng lan sang các công trình bằng gỗ khác trong khu phố. Nó đã tới một nhà kho trên đường Broad, nơi có chứa chất muối lưu huỳnh được cất giữ và gây ra một vụ nổ to lớn và làm lửa lây lan ra thậm chí xa hơn.
Trước khi bị chế ngự, đám cháy đã phá huỷ 345 tòa nhà ở phía nam của khu vực Khu tài chính ở thành phố New York và gây ra thiệt hại từ 5 đến 10 triệu đô la, cũng như giết chết 4 nhân viên cứu hỏa và 26 thường dân. Đám cháy năm 1845 là đợt hỏa hoạn lớn cuối cùng trong ba lần hoả hoạn lớn đã ảnh hưởng đến trung tâm Manhattan, bao gồm cả các vụ hỏa hoạn năm 1776 và năm 1835. Vụ hỏa hoạn năm 1845 mức tàn phá rất cao, nhưng nó chủ yếu ảnh hưởng đến các công trình có khung gỗ lớn hơn trong một khu vực hạn chế của thành phố. Điều này chứng tỏ tính hiệu quả của các phương pháp xây dựng chống cháy đã được đưa vào chơi ở các khu vực xung quanh của thành phố trong những thập kỷ trước.

## Vụ hỏa hoạn
Vụ hỏa hoạn bắt đầu vào khoảng 2:30 sáng Thứ bảy, ngày 19 tháng 7 năm 1845, trên tầng ba của J. L. Van Doren, Nhà buôn dầu và Nhà sản xuất Candle Stearin, tại New Street 34 New York, được biết đến như là người bán dầu cá voi. Lửa lan nhanh đến các tòa nhà liền kề. Chuông báo thức của Thành phố bắt đầu rung chuông khoảng 3 giờ sáng, triệu tập các nhân viên cứu hỏa.

Các nhân viên cứu hỏa của Phòng cháy chữa cháy của thành phố New York (FDNY), lúc đó là một tổ chức tình nguyện, đã đến dưới sự chỉ huy của Kỹ sư trưởng Cornelius Anderson. Khi ngọn lửa bùng phát, nhân viên của FDNY cùng với các nhân viên cứu hỏa đã nghỉ hưu từ thành phố và đội cứu hỏa từ Brooklyn, Newark và Williamsburg. Lính cứu hỏa tham gia dập đám cháy đã được hỗ trợ bởi nước chảy từ ống nước Croton, đã được hoàn thành vào năm 1842.. Ngọn lửa đã suy yếu hoặc đã bị các lính cứu hỏa hạ gục trước 1 giờ chiều. Ngày hôm đó.
Trong thời gian đám cháy tồn tại 10 tiếng rưỡi, lửa đã phá hủy các tòa nhà từ Phố Broad bên dưới Phố Wall đến Phố Stone, đường Whitehall đến Bowling Green và Broadway tới Exchange Place. Lửa đã giết chết 4 lính cứu hỏa và 26 thường dân. Các tòa nhà đã bị phá hủy trên Phố Broad dưới Phố Wall đến Phố Stone, tới Phố Whitehall đến Bowling Green, và đến Broadway cho đến Exchange Place. Tất cả cho biết, đám cháy đã phá huỷ 345 tòa nhà, làm thiệt hại tài sản ước tính khoảng 5 đến 10 triệu USD. Tính theo thời giá hiện nay, thiệt hại sẽ nằm ở giữa mức từ 129 triệu đô la Mỹ đến 257 triệu đô la Mỹ.
Có nhiều báo cáo cướp bóc trong suốt vụ cháy và hậu quả của nó, cả kinh doanh lẫn nhà ở riêng. Ít nhất có hai phụ nữ lớn tuổi báo cáo rằng họ đang tiếp cận bởi những người đàn ông trẻ, những người đề nghị giúp họ di chuyển đồ đạc của họ từ các tòa nhà bị hư hỏng của họ, chỉ để có những đồ vật có giá trị của họ bị đánh cắp.